# Бланко, Эдуардо
Эдуардо Бланко (исп. Eduardo Blanco; 25 декабря 1838,  Каракас, Венесуэла — 30 июля 1912, там же) — венесуэльский писатель и государственный деятель, министр иностранных дел Венесуэлы (1900—1901).

## Биография

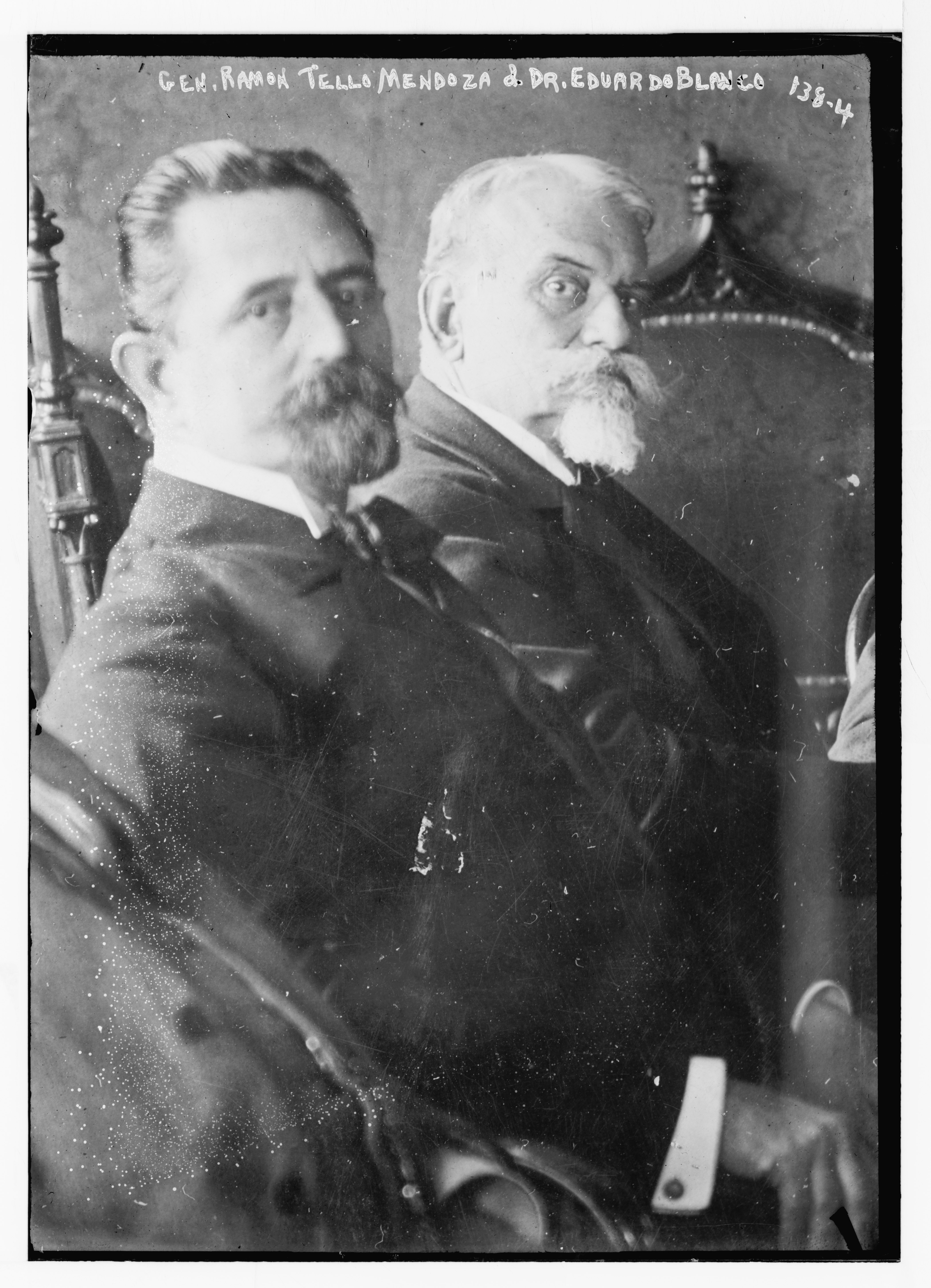
Доктор Эдуардо Бланко (справа) с генералом Рамоном Тельо Мендосой в правительстве Сиприано Кастро.

Окончил школу «Сальвадор-дель-Мундо». В возрасте 20 лет он ушел в армию и стал одним из помощников генерала Хосе Паэса (1861—1863).
Его основная работа «Героическая Венесуэла» (1881) отражает классический романтический взгляд на историю как эпос и описывает основные сражения и герои венесуэльской войны за независимость.
Бланко также является автором исторического романа «Сарате» (1882), в котором пытаелся придать смысл национальной реальности. Роман считается родоначальником движения criollismo в венесуэльской литературе. Среди других значимых произведений: «Ночи Пантеона» (1895), «Завирушка» (1905) и «Традиционный эпос и старые сказки» (1914).
В 1900—1901 гг. — министр иностранных дел Венесуэлы, в 1903—1906 гг. — министр народного просвещения. В 1911 г. он был награжден как национальный писатель.
Прапрадед Марии Корины Мачадо.